# عبد القادر التهامي
عبد القادر التهامي (- 10 مايو 2020) سياسي ليبي، شغل منصب رئيس المخابرات العامة لحكومة الوفاق الوطني الليبية منذ 2017 حتى 2020.

## نُبذة
كان ضابطا في جهاز الأمن الخارجي في حكم الرئيس معمر القذافي، عاد للحياة السياسية بعد 6 سنوات من الإطاحة بحكومة القذافي، حيث عُين مديرا للمركز الوطني لمكافحة الهجرة غير الشرعية، وبعدها تم تكليفه برئاسة المخابرات العامة لحكومة الوفاق الوطني الليبية منذ أبريل 2017، حتى مايو 2020.

## وفاته
توفي في العاشر من مايو 2020، وبحسب مصدر بالمجلس الأعلى للدولة في ليبيا فإن «سبب الوفاة سكتة قلبية»، وأكدت حكومة الوفاق ذلك.